# Euphorbia berteroana
Euphorbia berteroana là một loài thực vật có hoa trong họ Đại kích. Loài này được Balb. ex Spreng. mô tả khoa học đầu tiên năm 1826.